# Þorleifur Úlfarsson
Þorleifur Úlfarsson (Reykjavík, 27 dicembre 2000) è un calciatore islandese, attaccante del Breiðablik.

## Carriera

### Club
Cresciuto nel settore giovanile del Breiðablik, trascorre i primi anni della carriera tra Breiðablik e in prestito con Augnablik (quarta divisione) e Víkingur Ólafsvík (seconda divisione). Nel 2021, per motivi di studio, si è trasferito negli Stati Uniti, dove per una stagione ha anche giocato con i Blue Devils, la squadra che rappresenta l'Università Duke. L'11 gennaio 2022, viene scelto nel corso del primo giro (4º assoluto) dell'MLS SuperDraft dagli Houston Dynamo. Il 28 febbraio ha esordito in MLS, in occasione dell'incontro pareggiato per 0-0 contro il Real Salt Lake. Il 23 maggio ha realizzato la sua prima rete in campionato, nella vittoria per 0-3 contro i LA Galaxy.

### Nazionale
Ha giocato nella nazionale islandese Under-21.

## Statistiche

### Presenze e reti nei club
Statistiche aggiornate al 1º settembre 2022.
| Stagione        | Squadra           | Campionato      | Campionato | Campionato | Coppe nazionali | Coppe nazionali | Coppe nazionali | Coppe continentali | Coppe continentali | Coppe continentali | Altre coppe | Altre coppe | Altre coppe | Totale | Totale |
| Stagione        | Squadra           | Comp            | Pres       | Reti       | Comp            | Pres            | Reti            | Comp               | Pres               | Reti               | Comp        | Pres        | Reti        | Pres   | Reti   |
| --------------- | ----------------- | --------------- | ---------- | ---------- | --------------- | --------------- | --------------- | ------------------ | ------------------ | ------------------ | ----------- | ----------- | ----------- | ------ | ------ |
| mar.-ott. 2019  | Augnablik         | 3D              | 13         | 4          | CI              | 2               | 1               |                    | -                  | -                  |             | -           | -           | 15     | 5      |
| feb. 2020       | Breiðablik        | UD              | 0          | 0          | CI+CdL          | 0+2             | 0               |                    | -                  | -                  |             | -           | -           | 2      | 0      |
| feb.-ago. 2020  | Augnablik         | 3D              | 8          | 6          | CI              | 1               | 0               |                    | -                  | -                  |             | -           | -           | 9      | 6      |
| ago.-dic. 2020  | Víkingur Ólafsvík | 1D              | 5          | 1          | CI+CdL          | -               | -               |                    | -                  | -                  |             | -           | -           | 5      | 1      |
| gen.-lug. 2021  | Víkingur Ólafsvík | 1D              | 6          | 1          | CI+CdL          | 2+0             | 2+0             |                    | -                  | -                  |             | -           | -           | 8      | 3      |
| lug.-ago. 2021  | Breiðablik        | UD              | 1          | 0          | CI+CdL          | -               | -               |                    | -                  | -                  |             | -           | -           | 1      | 0      |
| 2022            | Houston Dynamo    | MLS             | 25         | 4          | USOC            | 2               | 0               |                    | -                  | -                  |             | -           | -           | 27     | 4      |
| Totale carriera | Totale carriera   | Totale carriera | 58         | 16         |                 | 9               | 3               |                    | -                  | -                  |             | -           | -           | 67     | 19     |

## Palmarès
- Lamar Hunt U.S. Open Cup: 1

Houston Dynamo: 2023